# Dyskografia Oh My Girl
Dyskografia Oh My Girl – południowokoreańskiej grupy.

## Albumy

### Albumy studyjne
| Rok                                            | Dane dot. albumu | Najwyższa pozycja | Najwyższa pozycja | Najwyższa pozycja | Sprzedaż                   |
| Rok                                            | Dane dot. albumu | KOR               | JPN               | JPN Hot           | Sprzedaż                   |
| Japońskie                                      | Japońskie | Japońskie         | Japońskie         | Japońskie         | Japońskie                  |
| ---------------------------------------------- | --- | ----------------- | ----------------- | ----------------- | -------------------------- |
| 2019                                           | OH MY GIRL JAPAN DEBUT ALBUM - Wydany: 9 stycznia 2019 - Wytwórnia: Ariola Japan - Format: CD, digital download                               | 54                | 2                 | 4                 | - JPN: 20 041              |
| 2019                                           | OH MY GIRL JAPAN 2nd ALBUM - Wydany: 3 lipca 2019 - Wytwórnia: Ariola Japan - Format: CD, digital download                                    | 89                | 7                 | 6                 | - JPN: 24 500              |
| 2020                                           | Eternally - Wydany: 8 stycznia 2020 - Wytwórnia: Ariola Japan - Format: CD, digital download                                                  | 60                | 4                 | 4                 | - JPN: 21 757              |
| Koreańskie                                     | |                   |                   |                   |                            |
| 2019                                           | The Fifth Season - Wydany: 8 maja 2019 - Wytwórnia: WM Entertainment - Format: CD, digital download                                           | 4                 | –                 | –                 | - KOR: 30 490              |
| 2019                                           | Fall in Love - Wydanie ponowne płyty The Fifth Season. - Wydany: 5 sierpnia 2019 - Wytwórnia: WM Entertainment - Format: CD, digital download | 5                 | –                 | –                 | - KOR: 20 281              |
| 2022                                           | Real Love - Wydany: 28 marca 2022 - Wytwórnia: WM Entertainment - Format: CD, digital download                                                | 5                 | –                 | –                 | - KOR: 96 880 - JPN: 2192+ |
| „–” oznacza, że wydawnictwo nie było notowane. | |                   |                   |                   |                            |

### Kompilacje
| Rok                                            | Dane dot. albumu                                                                                 | Najwyższa pozycja | Najwyższa pozycja | Sprzedaż     |
| Rok                                            | Dane dot. albumu                                                                                 | KOR               | JPN               | Sprzedaż     |
| ---------------------------------------------- | ------------------------------------------------------------------------------------------------ | ----------------- | ----------------- | ------------ |
| 2022                                           | OH MY GIRL BEST - Wydany: 30 marca 2022 - Wytwórnia: Ariola Japan - Format: CD, digital download | 89                | 14                | - JPN: 7580+ |
| „–” oznacza, że wydawnictwo nie było notowane. |                                                                                                  |                   |                   |              |

### Minialbumy
| Rok                                            | Dane dot. albumu | Najwyższa pozycja | Najwyższa pozycja | Najwyższa pozycja | Najwyższa pozycja | Sprzedaż                  |
| Rok                                            | Dane dot. albumu | KOR               | JPN               | JPN Hot           | US World          | Sprzedaż                  |
| ---------------------------------------------- | --- | ----------------- | ----------------- | ----------------- | ----------------- | ------------------------- |
| 2015                                           | Oh My Girl - Wydany: 20 kwietnia 2015 - Wytwórnia: WM Entertainment - Format: CD, digital download                                | 6                 | –                 | –                 | –                 | - KOR: 10 021             |
| 2015                                           | Closer - Wydany: 8 października 2015 - Wytwórnia: WM Entertainment - Format: CD, digital download                                 | 6                 | –                 | –                 | –                 | - KOR: 11 931             |
| 2016                                           | Pink Ocean - Wydany: 28 marca 2016 - Wytwórnia: WM Entertainment - Format: CD, digital download                                   | 5                 | –                 | –                 | –                 | - KOR: 14 790 - JPN: 909  |
| 2016                                           | Windy Day - Wydanie ponowne płyty Pink Ocean. - Wydany: 26 maja 2016 - Wytwórnia: WM Entertainment - Format: CD, digital download | 4                 | –                 | –                 | –                 | - KOR: 20 221 - JPN: 3528 |
| 2017                                           | Coloring Book - Wydany: 3 kwietnia 2017 - Wytwórnia: WM Entertainment - Format: CD, digital download                              | 3                 | –                 | –                 | –                 | - KOR: 29 736 - JPN: 1406 |
| 2018                                           | Secret Garden (kor. 비밀정원) - Wydany: 9 stycznia 2018 - Wytwórnia: WM Entertainment - Format: CD, digital download              | 4                 | 44                | –                 | 12                | - KOR: 35 692 - JPN: 1952 |
| 2018                                           | Banana Allergy Monkey - Wydany: 2 kwietnia 2018 (KOR) - Wytwórnia: WM Entertainment - Format: CD, digital download                | 5                 | –                 | –                 | –                 | - KOR: 16 058 - JPN: 367  |
| 2018                                           | Banana Allergy Monkey - Wydany: 29 sierpnia 2018 (JPN) - Wytwórnia: Ariola Japan - Format: CD, digital download                   | –                 | 13                | 19                | –                 | - JPN: 8040               |
| 2018                                           | Remember Me - Wydany: 10 października 2018 - Wytwórnia: WM Entertainment - Format: CD, digital download                           | 3                 | –                 | –                 | 13                | - KOR: 31 673 - JPN: 639  |
| 2020                                           | Nonstop - Wydany: 27 kwietnia 2020 - Wytwórnia: WM Entertainment - Format: CD, digital download                                   | 3                 | 8                 | –                 | –                 | - KOR: 52 080 - JPN: 1671 |
| 2021                                           | Dear OhMyGirl - Wydany: 10 maja 2021 - Wytwórnia: WM Entertainment - Format: CD, digital download                                 | 3                 | 22                | –                 | –                 | - KOR: 111 804            |
| „–” oznacza, że wydawnictwo nie było notowane. | |                   |                   |                   |                   |                           |

## Single
| Rok                                                                                | Tytuł                                                    | Najwyższa pozycja | Najwyższa pozycja | Najwyższa pozycja | Najwyższa pozycja | Sprzedaż (DL)    | Album                 |
| Rok                                                                                | Tytuł                                                    | KOR (Gaon)        | KOR Hot           | JPN               | US World Digital  | Sprzedaż (DL)    | Album                 |
| Koreańskie                                                                         | Koreańskie                                               | Koreańskie        | Koreańskie        | Koreańskie        | Koreańskie        | Koreańskie       | Koreańskie            |
| ---------------------------------------------------------------------------------- | -------------------------------------------------------- | ----------------- | ----------------- | ----------------- | ----------------- | ---------------- | --------------------- |
| 2015                                                                               | „Cupid”                                                  | 103               | X                 | –                 | –                 | - KOR: 22 629+   | Oh My Girl            |
| 2015                                                                               | „Closer”                                                 | 75                | X                 | –                 | 12                | - KOR: 53 050+   | Closer                |
| 2016                                                                               | „Step by Step” (kor. 한 발짝 두 발짝)                    | 79                | X                 | –                 | –                 | - KOR: 71 321+   | Pink Ocean            |
| 2016                                                                               | „Liar Liar”                                              | 58                | X                 | –                 | 9                 | - KOR: 161 702+  | Pink Ocean            |
| 2016                                                                               | „Windy Day”                                              | 62                | X                 | –                 | 23                | - KOR: 161 702+  | Windy Day             |
| 2016                                                                               | „Listen to My Word (A-ing)” (kor. 내 얘길 들어봐(A-ing)) | 15                | X                 | –                 | –                 | - KOR: 213 833+  | Listen to My Word     |
| 2017                                                                               | „Coloring Book” (kor. 컬러링북 (Coloring Book))          | 37                | X                 | –                 | –                 | - KOR: 70 189+   | Coloring Book         |
| 2018                                                                               | „Secret Garden” (kor. 비밀정원)                          | 17                | 10                | –                 | –                 | dane niedostępne | Secret Garden         |
| 2018                                                                               | „Banana Allergy Monkey” (kor. 바나나 알러지 원숭이)      | –                 | –                 | –                 | –                 | dane niedostępne | Banana Allergy Monkey |
| 2018                                                                               | „Remember Me” (kor. 불꽃놀이)                            | 36                | 33                | –                 | –                 | dane niedostępne | Remember Me           |
| 2019                                                                               | „The Fifth Season (SSFWL)” (kor. 다섯 번째 계절 (SSFWL)) | 26                | 15                | –                 | –                 | dane niedostępne | The Fifth Season      |
| 2019                                                                               | „Bungee (Fall in Love)”                                  | 50                | 26                | –                 | –                 | dane niedostępne | Fall in Love          |
| 2020                                                                               | „Nonstop” (kor. 살짝 설렜어)                             | 2                 | 1                 | –                 | 14                | dane niedostępne | Nonstop               |
| 2020                                                                               | „Rocket Ride” (wraz z Keanu Silva)                       | –                 | –                 | –                 | –                 | dane niedostępne | –                     |
| 2021                                                                               | „Dun Dun Dance”                                          | 1                 | 2                 | –                 | –                 | dane niedostępne | Dear OhMyGirl         |
| 2022                                                                               | „Real Love”                                              | 22                | 16                | –                 | –                 | dane niedostępne | Real Love             |
| Japońskie                                                                          |                                                          |                   |                   |                   |                   |                  |                       |
| 2020                                                                               | Etoile/Nonstop Japanese ver.                             | –                 | –                 | 11                | –                 | dane niedostępne | –                     |
| 2022                                                                               | Dun Dun Dance Japanese ver.                              | –                 | –                 | 8                 | –                 | dane niedostępne | –                     |
| „–” oznacza, że wydawnictwo nie było notowane. „X” oznacza, że lista nie istniała. |                                                          |                   |                   |                   |                   |                  |                       |

### Single album
| Rok  | Dane dot. albumu | Najwyższa pozycja | Sprzedaż      |
| Rok  | Dane dot. albumu | KOR               | Sprzedaż      |
| ---- | --- | ----------------- | ------------- |
| 2016 | Listen to My Word (kor. 내 얘길 들어봐 Nae yaegil deul-eobwa) - Wydany: 1 sierpnia 2016 - Wytwórnia: WM Entertainment - Format: CD, digital download | 3                 | - KOR: 26 106 |

### Single promocyjne
| Rok  | Tytuł                                | Album |
| ---- | ------------------------------------ | ----- |
| 2016 | „Safety Newspaper” (kor. 안전신문고) | –     |
| 2020 | „SUPADUPA” (kor. 천천히 해봐)        | –     |